# Pierre Maltais
Pierre Maltais, alias Norman William, alias Joseph Maltais, vraisemblablement né le 27 juin 1937 au Québec et mort en juillet 2015 au Nicaragua, est un gourou, manipulateur, escroc et prédateur sexuel pédocriminel. Ce Canadien-français, caché sous de très nombreuses identités pendant sa vie, a fondé plusieurs sectes dans les années 1970, 1980 et 1990.
Ses activités se sont déroulées au Québec et en Europe. Il fonde successivement de multiples structures, créant une soixantaine d'associations, dont les plus connues sont « la tribu », « écoovie » et « Iriadamant ». Il a également faussement affirmé qu'il était d'origine métisse. Lui et ses partisans se sont ensuite présentés comme étant des Mi'kmaq. Ils ont pendant plusieurs années adopté un mode de vie nomade, sillonnant une partie de l'Europe, entre la France, la Belgique, l'Italie et la Finlande.
Il a également été soupçonné d'être impliqué dans des groupes terroristes et de collaborer pour des services secrets.
Maltais a utilisé de multiples identités, notamment les noms de Norman William, Alpjoine, Piel Maltais, Pierre Doris Maltais, Pierre Pejo Maltais, Maolinn Tiam, Henri Pont, Joseph Maltais, Norman William, Piel Petjo Maltest, Pierre-Doris Maltais, Faucigny-Lucinge Malatesta, Maolinn Tiam Apjoilnosagmaniteogslg, Saumon ressourçant. Ses multiples changement d'identité étaient un moyen d'échapper non seulement aux autorités, mais aussi à ses anciens adeptes. Il est condamné dans plusieurs pays, notamment au Canada, mais parvient à s’échapper, et condamné et emprisonné en Belgique pendant 4 mois.

## Biographie

### Jeunesse
Il naît le 27 juin 1937 à East Angus, au Québec, vraisemblablement sous le nom de baptême de Joseph-Doris-Pierre-Albert Maltais,,,. Il grandit dans une famille pauvre. Au début des années 50, scout, il fait la rencontre d'une communautée autochtone en Gaspésie. Il est fasciné par eux et commence à s'inventer des origines amérindiennes fictives et se fait prénommer Piel Pejo. Il se prétend ainsi d'origine micmac, originaire de la réserve indienne de Maria. Le chef de la tribu conteste cette version.

### Premières actions au Québec
Dans les années 1960, devenu fonctionnaire, il milite pour l'indépendance du Québec, au sein du Parti québécois dirigé par René Lévesque. Il aurait également milité au Rassemblement pour l'indépendance nationale (RIN) et au Front de libération du Québec (FLQ). Il multiplie ses mensonges et manigances. Il aurait été approché par les services secrets canadiens pour infiltrer les indépendantistes. Certains observateurs, notamment Philippe Brewaeys et Jean-Frédérick Deliège affirment qu'il a travaillé pour plusieurs services de renseignement,.
D'après Le Devoir, qui a obtenu ses renseignements auprès des policiers montréalais, à l'époque où Pierre Maltais oeuvre encore au Québec, la police n'a rien d'incriminant contre lui sous le nom de Piel. Par contre, un certain Pierre-Léo Lacourse, qu'un ouvrage de Louis Fournier identifie comme « Maltais », est condamnée à 18 mois de prison pour des attentats terroristes et recel de dynamite.

### Expansion en Europe

#### La tribu
Maltais arrive en Europe dans les années 1970, à Paris, avec sa femme enceinte et deux enfants. En 1976, il fonde La Tribu, à Paris, où Maltais tient une coopérative de produits biologiques et un restaurant nommé « Le Cheval de Trois ». Il se présente comme un indien Micmacs, et son groupe écologique prône un mode de vie communautaire et végétalien. Des membres de La Tribu déclarent avoir été attirés par le mode de vie indien, par les produits bio, par un manque de sens à vivre dans la société de consommation.
Parallèlement, il crée en janvier 1974 avec deux québécois, Michel André, le concept de Sylvilisation.
Des adeptes rentiers lui faisant des dons généreux, Pierre Maltais vit, à l'insu de tous, dans un appartement luxueux au 225 rue du Faubourg-Saint-Honoré, tout proche de l'Arc de Triomphe à Paris. Il vit avec valets et chauffeur. Il rend visite à La Tribu sous ses tipis pour partager des informations qui fascinent les membres du groupe.

#### Ecoovie
Il fonde en 1978 à Paris une « coopérative de vie écologique » dénommée « Ecoovie », qui est une communauté prétendant promouvoir l'agriculture biologique et l'autosuffisance. Le groupe est basé un premier temps à Paris, où il vend des produits naturels. Puis il se déplace à Noisy-le-Grand. Le groupe est au départ principalement composé de Français, de Canadiens français, d'Italiens et de Belges. Les membres de la communauté se sont identifiés aux peuples et aux coutumes amérindiens, s'habillant avec des costumes traditionnels, vivant sous des tipis et prenant des noms inspirés des autochtones. Ils cultivent la terre sans outils, à la main. Sur le campement, la consommation d'alcool, de cigarettes et de drogues est prohibée, étant considérée comme une « béquille affective ». Il n'y a ni télévision, ni électricité. Les enfants ne vont pas à l'école, ils sont éduqués sur place. Les membres sont entre 50 et 100, et ont des valeurs communes, comme l'écologie et le respect de la nature. Ils considèrent le travail dans la société comme une exploitation, qu'ils refusent, tout comme la notion d'argent. 
À son apogée, Ecoovie compte environ 500 membres dans toute l'Europe, et notamment en France et en Belgique, vivant un style de vie soi-disant primitif. Ils rejettent généralement les régimes alimentaires modernes, les soins médicaux. 
D'après Le Devoir, vers 1980, des difficultés apparaissent : dettes, plaintes de parents, et enquêtes de police. Pierre Maltais prend alors le nom de Norman William, communément appelé « Man ». L'écrivain Roger Ikor, qui lutte contre les sectes, accuse Pierre Maltais de prétendre que de l'eczéma purulent est un signe que l'organisme se purifie, alors que, selon Roger Ikor, l'eczéma est en fait le résultat de carences alimentaires. Roger Ikor dénonce que les bébés d'Ecoovie puissent vivre au milieu de déjections épandues à terre, un constat établi également par la mairie de Noisy-le-Grand qui a été prévenue par le voisinage. 
Ecoovie est finalement dissoute en 1984 à la suite d'accusations de manipulation mentale et d'escroquerie financière[réf. nécessaire].

#### De multiples créations de structures
Il fonde l’Université de l’Île-de-France (UNIDEF) en 1980. Elle devient Université de la paix en 1980, ou 1982 ou 1983. Cette université prétend proposer un enseignement alternatif basé sur le retour à la nature, à l’alimentation et l’agriculture naturelles. Cela permet à Maltais de s’introduire dans la Fédération mondiale des villes jumelées, et par ce biais à des organismes dépendant de l’ONU et de l’UNESCO. En 1984, Maltais prend le titre de président du Conseil mondial des peuples unis. Il se prétend successeur de Ghandi ou de Martin Luther King.
L'homme politique québécois Guy Descary, vice-président de la Fédération mondiale des villes jumelées, voit en Pierre Maltais un « agitateur professionnel », un avis partagé par Janine Tavernier, vice-présidente de l'Union nationale des associations de défense des familles et de l'individu victimes de sectes (UNADFI), et dont le mari a rejoint la tribu de Pierre Maltais. Guy Descary accuse également Pierre Maltais d'avoir été à la solde du colonel libyen Mouammar Kadhafi. Selon Janine Tavernier, Pierre Maltais négociera en 1988 en Belgique pour le compte de Mouammar Kadhafi l'achat d'une petite société d'aviation privée.
Grâce à la Fédération mondiale des villes jumelées, Pierre Maltais élargit son carnet d'adresses auprès de personnalités et hommes politiques. Il participe notamment à un dîner à Matignon en présence de Pierre Mauroy,.

#### La marche du retour: 10 ans d'itinérance

Octobre 1992, dans le campement de Kittilä

Le 21 mars 1984, les membres du groupe du campement de Noisy-le-Grand, environ 200 personnes, entreprend une « marche du retour », censée être une tournée mondiale pour planter des arbres et diffuser sa philosophie, prévue durer 16 ans en traversant 65 pays,,.
Divers observateurs estiment qu'il s'agit d'une fuite, Pierre Maltais étant visé par des associations anti-sectes. Il dément sur Radio libre de Paris (RLP), où il déclare que ce n'est pas une fuite, mais une « façon de vivre en se déplaçant ».
La marche est difficile. Les marcheurs doivent faire du feu avec du bois mouillé. Il leur faut réinstaller les tipis tous les soirs. Leurs organismes sont soumis à rude épreuve. Des dizaines de membres abandonnent. Certains ont des plaies qui s'infectent, ou souffrent de pertes de dents, d'hépatites, de plaques purulentes sur le corps. Mais Pierre Maltais leur dit qu'il s'agit d'« éliminations », le corps se réadaptant à de nouvelles conditions de vie. Il incite les marcheurs à ne pas utiliser la médecine traditionnelle. Michel Tavernier fait partie du groupe des marcheurs. Au début, il est prêt à vendre sa maison pour le groupe. Puis il évolue et finit par penser que Pierre Maltais est un « cas pathologique ». L'expérience de Michel Tavernier est présentée dans le documentaire Le pervers au 100 visages. Lorsqu'il revient chez sa femme Janine Tavernier, celle-ci découvre une « loque » : Michel est sale, amaigri, ne pesant plus que 43 kg, car les marcheurs ne mangent pas à leur faim. Pierre Maltais, pendant ce temps, quitte régulièrement le groupe sous différents prétextes, et vit luxueusement dans différents hôtels européens.
Le groupe vit plusieurs années de manière nomade. Il part de Noisy-le-Grand, traverse plusieurs régions françaises : notamment Normandie et Bretagne. Il traverse la frontière française, et vit un moment en Galice (en 1986), au Portugal, ainsi que dans l’enclave espagnole de Ceuta, mais n'est pas autorisé à passer au Maroc. Ils passent également par Latium à la fin des années 1980, puis le Danemark, la Suède (pendant 5 mois en 1990). Ils s'installent en Finlande pendant 2 ans et demi de 91 a 93, sous le nom de Iriadamant.
Leur dernière étape est finalement la Calabre fin 1993, début 1994 après le retour de Finlande.
Le groupe vit très souvent dans des conditions extrêmes, notamment en Finlande où il affronte des températures de -30°. Les membres sont sans soins élémentaires, et ont une alimentation insuffisante : Pierre Maltais impose de longs jeûnes et un végétalisme frugal, censé être en adéquation avec les cycles naturels, mais fortement carencé. Alors que le groupe s'est installé en Italie pendant un an, un membre est gravement malade, puis meurt. Le groupe l'enterre sur ordre de Pierre Maltais sans même avertir la famille ou les autorités,.
Par ailleurs, les femmes et hommes sont strictement séparés et interdits de relations charnelles. Les hommes doivent par contre avoir des relations sexuelles entre eux, et avec Pierre Maltais. Ce dernier est même accusé d'abuser d'adolescents.
Les journalistes se mettent à enquêter sur le groupe lorsqu'un père découvre que son fils marcheur est hospitalisé en juillet 1988. Les journalistes révèlent alors que Pierre Maltais loge dans une suite luxueuse dans un hôtel, et consomme de la viande, contrairement aux marcheurs. Pierre Maltais est devenu franciscain et il s'est associé avec Gustave Keteleer pour des affaires financières opaques.

#### Arrestation en Belgique
Le 12 décembre 1988, une opération de police est lancée. Il est arrêté en Belgique à Anderlecht,,,. Il est emprisonné pour détention de faux passeports, et un dossier de la justice belge l'accuse d'escroquerie, de traffic d'armes et d'enlèvements d'enfants. Il est poursuivi par plusieurs associations anti-secte.
Il sort de prison en mars 1989, après quatre mois de prison. Il a fait une grève de la faim et paraît très amaigri. Il porte toujours sa tenue d'indien et se positionne en victime. Il accuse les journalistes d'avoir mené une cabale contre lui. Il affirme que 0,002 % seulement de ce qui a été écrit par les journalistes sur lui est « défendable », le reste étant selon lui « des contes à dormir debout ». Il est expulsé de Belgique alors que ses papiers ne lui ont pas été rendus : son franchissement des frontières est un mystère.

#### Iriadamant
En Italie, a la fin des années 1980, le groupe prend le nom d'Iriadamant, dérivé de l'expression « peintres de style de vie ». Créée en Italie par Maltais, Iriadamant est une secte ésotérique teintée de mysticisme amérindien. Iriadamant attire des adeptes en Italie et en Finlande, mais sera également dissoute après des accusations de dérives sectaires.

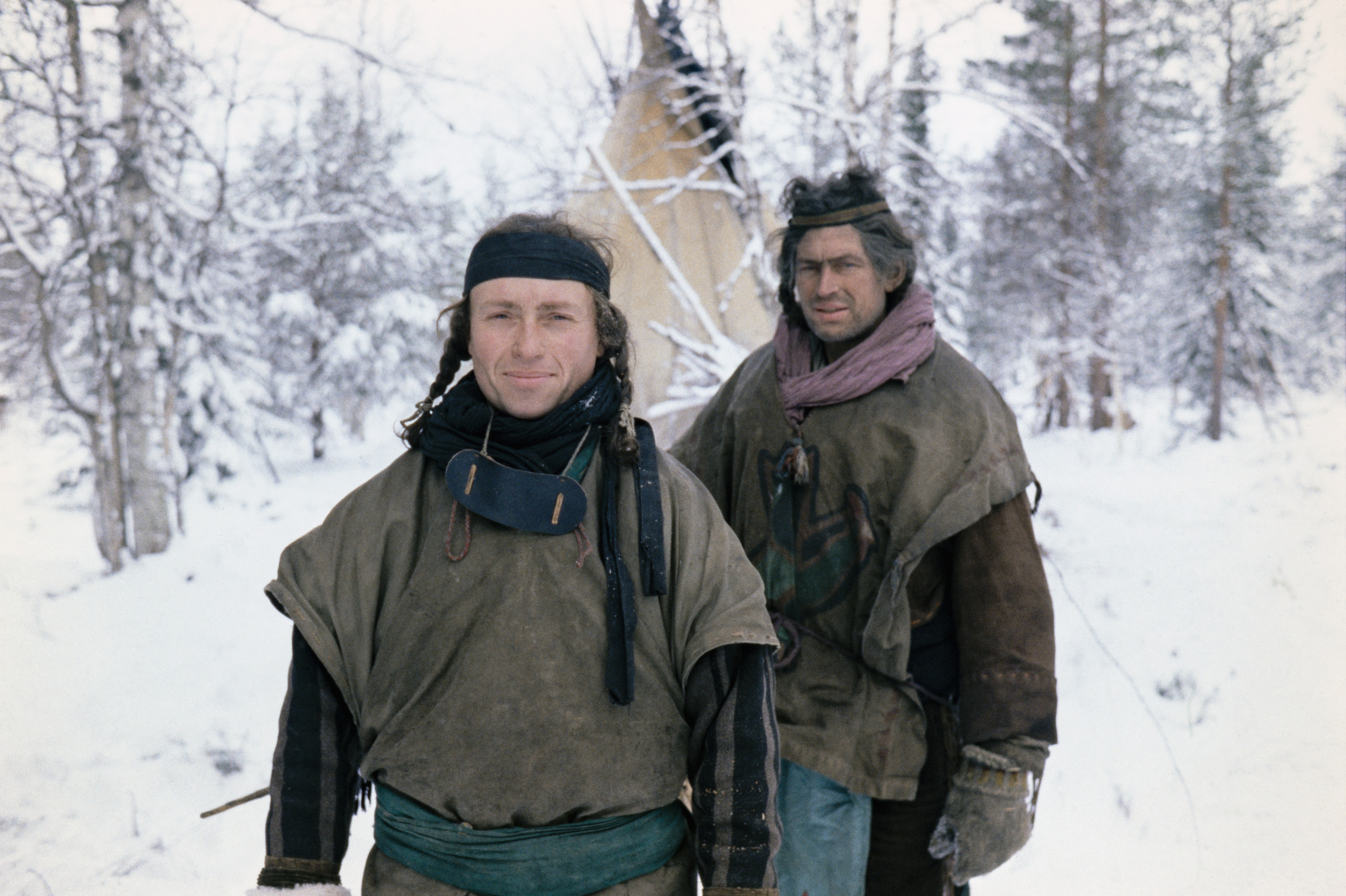
Membres de la communauté Iriadamant à Kittilä, octobre 1992.

En 1991, le groupe s'installe en Suède, les tipis sont dans la neige. Un architecte finlandais et sa femme entendent parler du groupe et lui rendent visite. Ils sont séduits par ces personnes vivant en dehors de la société de consommation, qui chantent, dansent et dont les enfants grandissent en liberté. Mais la Suède interdit aux enfants de dormir dehors dans des tentes. Le groupe va alors déménager en Finlande avec l'aide de l'architecte, qui possède suffisamment de relations pour trouver un campement facilement. Le site est placé au-delà du cercle polaire, près d'un complexe touristique. L'idée est d'expérimenter une vie autarcique en conditions extrêmes. Les spécialistes sont sceptiques, l'agriculture étant quasiment impossible en raison du climat. Les accouchements des femmes se déroulent par des températures allant jusqu'à -35°.
Cette communauté, également décrite comme une secte, vit dans le nord de la Finlande jusqu'en 1993. Les habitants de la communauté sont principalement français et belges, mais vêtus de costumes amérindiens.
Le groupe est arrivé en Finlande avec le soutien du professeur Erkki Pulliainen de l'Université d'Oulu avec l'intention « d'étudier la vie dans la nature » et d'apprendre l'autosuffisance. À l'automne 1991, le groupe fonde un camp près de Kittilä. Bien que d'origine européenne, ils sont appelés « Indiens de Kittilä » (finnois : Kittilän intiaanit) ou « Indiens du style de vie » (finlandais : elämäntapaintiaani). Au début de la création du camp, ce dernier est plutôt perçu sous un angle positif.
Un jour, un enfant du campement, âgé de trois ans, est désigné par Pierre Maltais comme un futur chaman. Maltais passe un moment seul avec l'enfant dans un tipi lors de la cérémonie d'intronisation. Deux membres du groupe témoignent avoir entendu l'enfant crier d'un cri aigu, effrayant. L'enfant n'a par la suite plus le même comportement. Notamment, il évite Pierre Maltais. L'enfant meurt peu de temps après, juste après un passage de Pierre Maltais dans sa tente. L'autopsie conclut à une mort subite du nourrisson, ce qui peut être vu comme surprenant pour un enfant de trois ans. Bien que Pierre Maltais n'ait jamais été condamné pour pédo-criminalité, un ancien membre l'en a accusé, affirmant que Pierre Maltais est pédophile et qu'il justifie les rapports avec des enfants en disant que dès la puberté un être humain est adulte. L'ancien membre déclare certain que Pierre Maltais abusait sexuellement des garçons à partir de la puberté, affirmant que cela a été vrai pour lui-même à 16 ans, alors qu'il était arrivé dans le groupe à 15 ans.
Au début de 1993, le ton change. Le professeur Pulliainen a mis fin à cette collaboration lorsqu'il est devenu évident qu'aucune recherche n'était effectuée au camp. Selon les journaux, les conditions étaient misérables, au milieu du froid et de la saleté, et les habitants manquaient de nourriture et de soins de santé. Les campeurs ont été accusés dans les journaux, entre autres, de maltraitance d'enfants. Il a été révélé que le groupe dépendait principalement de l’approvisionnement alimentaire extérieur. Le fondateur de l'Iriadamant, Pierre Maltais, ne vivait généralement pas dans le camp mais dans un hôtel à Helsinki. Le mouvement était de plus en plus largement considéré comme un « spectacle de plumes vertes » créé par une secte écologique, dans laquelle les dirigeants trompaient le monde extérieur et ses membres.
En 1993, Pierre Maltais est condamné par un tribunal belge à trois ans de prison pour faux et usage de faux, escroquerie, abus de confiance, port public de faux noms, et association de malfaiteurs. Il se cache quelque part en Europe.
Alors qu'un homme d'Iriadamant est très faible et que le groupe propose qu'il soit hospitalisé en Finlande, Pierre Maltais s'y oppose, proposant plutôt qu'il rentre chez lui, dans son pays d'origine. Mais, sur le chemin du retour, l'homme est si mal que ses compagnons le conduise dans un hôpital. La presse annonce qu'il y est décédé, étant dans un état de dénutrition avancé.
Les Iriadamant ont été expulsés de Finlande en 1993. La communauté s'est dissoute peu de temps après. La plupart des membres, qui pour certains ont suivi Maltais pendant une quinzaine d'années, se dispersent à partir de 1994,.

### Retour au Québec et fuite au Nicaragua
Pierre Maltais trouve refuge au Québec. En janvier 1997, il s'exprime à la télévision canadienne librement sur ses activités, sans être inquiété par la justice.
Dans les années 2000, il vit au Québec, dans une ferme basée dans la région de Lanaudière.
En 2003, il fait l'objet d'une enquête devant le Tribunal de la jeunesse du Québec. La Direction de la protection de la jeunesse veut lui retirer la garde de trois enfants qui vivent à sa ferme. Un procès a lieu dans le Tribunal de la jeunesse. Des entretiens ont lieu avec d'anciens membres de ses sectes, qui laissent entendre qu'il abuse sexuellement des adolescents. Un homme de 27 ans témoigne d'un rapport pédophile aux Pays-Bas entre Maltais et lui alors qu'il était âgé de 12 ans. De plus, le jugement final indique que Maltais « exploite sexuellement les jeunes garçons », qu'il « constitue un danger moral important pour les enfants » et qu'il existe « une preuve accablante quant à [sa] perversité ». En 2004, il quitte le Canada et fuit alors au Nicaragua. Mais il n'existe pas d'accusations contre lui : le procès avait été mené concernant la garde des enfants, et non concernant Maltais lui-même. Le tribunal a émis un mandat d'amené pour les enfants, mais il n'est pas fait état de mandat d'arrestation qui aurait émis à son encontre. Juridiquement parlant, il se pourrait donc que Maltais ne soit pas un « fugitif ».
Selon Le Devoir, Pierre Maltais s'est enfui au Nicaragua pendant la procédure judiciaire, en mars 2004, avec sa femme et ses trois enfants âgés de deux, six et huit ans, soustrayant ces derniers à une intervention de la justice. Le jugement a été rendu le 26 mars 2004 sans la présence des principaux concernés.
Le 12 février 2008, un communiqué du Centre contre les manipulations mentales (CCMM) indique au sujet de Pierre Maltais : « Un homme qui aurait exploité de jeunes garçons vit sans être inquiété à l’étranger ». Le CCMM affirme qu'il n'existe pas d'accusations contre Maltais.
Le 16 février 2008, Ginette Durand-Brault, juge retraitée de la Cour du Québec, se demande pourquoi Pierre Maltais n'a pas été accusé et condamné pour sa fuite, qui empêchait la décision de justice d'être appliquée. La juge retraitée estime que la question est sans réponse. Elle indique par ailleurs que la loi empêchait la justice de soustraire les enfants plus de 60 jours à leurs parents : ainsi, lorsque Pierre Maltais a voulu récupérer ses enfants, la loi était de son côté, et il a pu les reprendre et s'enfuir avec eux au Nicaragua. La juge retraitée s'interroge sur la pertinence d'un délai aussi court, une enquête aussi complexe durant fatalement plus de 60 jours.

## Modus operandi

### Discours, théories et techniques de manipulation
Maltais utilisait un modus operandi similaire dans chacune de ses sectes. Il se présentait comme un leader charismatique et visionnaire, proposant aux adeptes une alternative à la société moderne. Il se prétend guérisseur, et refuse les traitements médicaux pour lui et ses adeptes,. Ses groupes étaient souvent isolés du monde extérieur, ce qui facilitait le contrôle et la manipulation des membres. Ses sectes s'appuyaient sur des éléments écologiques, avec l'objectif de vivre comme les autochtones, de fabriquer un lien étroit avec la terre et la nature, avec le fantasme de la constitution d'un « Gaïaland », en opposition et en rupture à la société contemporaines et de ses défauts. L'utilisation des outils est prohibée, y compris pour cultiver la terre. De multiples rites ésotériques étaient imposés, et notamment des orgies où une femme de la tribu est inséminé par le sperme recueilli de douze hommes. Cette femme devient alors mère d’un « enfant des douze ». En réalité, il semble que c’est le gourou qui insémine la plupart des femmes.
Concernant la psychologie des adeptes de Pierre Maltais, Marie Drilhon, vice-présidente de l'UNADFI, estime que les personnes ne pensent pas « entrer dans une secte » : elles font « une rencontre à un moment, qui correspond à quelque chose que consciemment ou inconsciement elles désirent ou recherchent, et la proposition est tellement séduisante qu'elles rentrent ». Après la séduction vient la déstabilisation — les convictions sont ébranlées — puis une reconstruction avec le groupe, avec contrôle mental et perte de libre arbitre. Marie Drilhon différencie Ecoovie d'autres sectes, où un gourou charismatique est rejoint par des personnes idéalistes, avec un point de départ sain, puis une dérive. Selon elle, la spécificité d'Ecoovie est d'être l'oeuvre d'un prédateur ayant cherché des adeptes afin d'exercer son pouvoir. Elle affirme que tous les gourous ne sont pas aussi prédateurs que Pierre Maltais, qui était selon elle « effrayant », vidant les personnes de leurs identités, ayant besoin de les posséder complètement. Contrairement à la majorité des gourous, Pierre Maltais est un manipulateur « exceptionnel ». Il a même réussi à faire changer des personnes d'identité sexuelle. Marie Drilhon assimile certaines relations sexuelles à du viol déguisé en consentement.

### Pseudonymes
Il a utilisé un très grand nombre d'identités et de noms, à la fois pour échapper aux autorités et à ses anciens adeptes. Ainsi, dans ses patronymes connus, on trouve : Piel Petjo Maltest, Norman William, Pierre Doris Maltais, Pierre Joseph Maltais, Henri Pont, frère Tiam, Maolim Tiam Apjoilnosagmaniteogslg, Prince de Faucigny-Lucinge Malatesta. Il aurait eu également les identités suivantes : Piel Maltais, Pierre Pejo Maltais, Alpjoine,  Pierre-Doris Maltais, Saumon Ressourçant, Norman Bogaerts, Sag Maohinn Tiam Apjoilnomaniteogslg, Apjoilnoman, Robert Pont, Docteur Man, El Medico, Emmanuel-Ahmed-el Hassar Rahman, Michel-Robert-Henry-Pont-Spoerry, Man, Abi, Indio.

### Multiplication des structures
Maltais crée une soixantaine d'associations. S'ajoutant à ses multiples identités et patronymes, ainsi que ses mensonges, il crée un véritable écran de fumée.

### Accusations
Les accusations portées contre les sectes de Maltais incluaient la fraude, l'abus de pouvoir, la manipulation mentale, l'exploitation financière et les agressions sexuelles. Maltais prohibait les relations sexuelles hétérosexuelles, obligeant ses adeptes hommes à avoir des relations sexuelles entre eux et avec lui. Il est également accusé d'avoir abusé sexuellement d'enfants de multiples fois, souvent sous prétexte de les guérir,.
Condamné au Canada, il s’est échappé. Il est condamné dans plusieurs pays et emprisonné en Belgique pendant 4 mois.
Trois décès tragiques lui sont indirectement imputés, dont celui d’un enfant de trois ans, morts des conditions extrêmes et le manque de soin subis par les membres de ses sectes.

## Vie familiale
Bien qu'homosexuel, Maltais semble avoir eu une femme qui a eu trois enfants de lui. Il semble avoir eu également des penchants pédocriminels.

## Décès et postérité
Les informations autour de son décès sont peu certaines. Il serait mort en 2008, ou plus probablement en 2015 au Nicaragua. Son histoire sert de mise en garde contre les dangers des sectes et des leaders manipulateurs. Ses activités ont fait l'objet de plusieurs livres, documentaires et articles de presse.

## Ouvrages
- Ecoovie, le mic-mac des services secrets, Philippe Brewaeys, Jean-Frédérick Deliège, EPO, 1990
- Vingt ans de lutte contre les sectes, de Janine Tavernier (ancienne présidente de l'UNADFI et dont le mari fut adepte de la secte Ecoovie), Chez Michel Lafon (2003)[5]
- Le diable s'est habillé en indien : sur la piste du gourou de la secte Ecoovie, Dominique Poumeyrol,  (ISBN 978-2-37916-813-0), éditions maïa, 2021[37]

## Films documentaires
- L'affaire Norman William, de Jacques Godbout (1994, Canada, Québec) un documentaire jugé trop complaisant vis à vis du gourou lors de sa projection en France[5],[39]
- En 2017, Yle a diffusé une émission de radio sur le mouvement Ecoovie intitulée Intiaanit tullee ! avec Ilpo Okkonen. La série documentaire Gaialand sortie en 2022 utilise des images prises par Okkonen[40],[5]
- Le pervers aux cent visages, L'affaire Ecoovie, dans la série Devoir d'enquête, de Karl Zéro, diffusé sur la chaîne 13e Rue en 2009
- Gaïaland, La tribu et le gourou, une mini-série de Yvonne Debeaumarché et Hannu Kontturi en quatre épisodes, 2022, diffusé en 2023 sur Planète+[38] puis Arte[29]'

## Emissions de radio
- Ecoovie ou les micmacs d'un gourou, Affaires sensibles, France Inter, 2024[5]

## Voir également
- Liste des nouveaux mouvements religieux